# Shah Walad
Shah Walad ibn Ali ibn Uways fou un príncep jalayírida, possible governant de Bagdad durant uns mesos el 1410-1411. Estava casat amb Tandu (Dundi), vídua del mameluc Barquq.
A finals de l'any 812 de l'hègira (maig del 1409), Ahmad ibn Uways, sabedor de que el kara koyunlu Qara Yússuf havia sortit de Tabriz, va avançar des de Bagdad cap a aquesta ciutat, on havia quedat el fill de Qara Yusuf, Shah Muhammad (o Shah Mehmed, després Ghiyat al-Din Muhammad Shah Bahadur). Aquest es va retirar cap a Khoy i Ahmad va entrar a Tabriz el 3 de juliol de 1410. Poc després Qara Yússuf va retornar i els dos exèrcits es van enfrontar i Ahmad fou derrotat i fet presoner (30 d'agost de 1410) a Asad, prop de Tabriz. Abans de ser executat fou obligat per Qara Yússuf a cedir Bagdad a Shah Mehmed en compensació per haver intentat arrebasar-li Azerbaidjan.
No se sap exactament quan Shah Muhammad va ocupar Bagdad. Els historiadors Mirkhwand i Khwandamir diuen que va marxar allí immediatament però Makrizi assegura que Shah Walad va regnar a Bagdad durant sis mesos després de la mort del seu oncle. Fou assassinat per la seva esposa, que probablement volia governar en nom del seu fill menor d'edat, Mahmud ibn Shah Walad. Però Shah Muhammad es va presentar a Bagdad un temps després (probablement l'estiu del 1412), va ocupar la ciutat, i Tandu va haver de marxar al Baix Iraq, a Shushtar.